# Zeitbühne
Die Zeitbühne war eine deutsche politische Monatszeitschrift rechtskonservativer Ausrichtung, die von 1972 bis 1979 unter der Herausgeberschaft von William S. Schlamm (ab 1977 gemeinsam mit Otto von Habsburg) erschien.

## Geschichte
Schlamm war in den frühen 1930er-Jahren Mitarbeiter der linksbürgerlichen Zeitschrift Die Weltbühne gewesen, hatte sich jedoch im amerikanischen Exil zum kämpferischen Konservativen und Antikommunisten gewandelt. Nachdem er als Kolumnist der Welt am Sonntag ausgeschieden war und Gespräche mit dem Axel Springer Verlag ergebnislos verlaufen waren, gründete Schlamm mit eigenem Kapital die Zeitbühne mit Verlagssitz in Lahr/Schwarzwald und einer Startauflage von 8000 Stück. Obwohl sich seine eigene politische Haltung seit der Vorkriegszeit grundlegend geändert hatte, legte Schlamm durch Name, Format und Aufmachung eine Kontinuität mit der Weltbühne nahe. Bereits in der Erstausgabe im Juni 1972 erwähnte er seinen „Freund und Kollegen Kurt Tucholsky“ und kurz darauf den „tapferen und unbeugsamen Carl von Ossietzky“.
Für die Zeitbühne war Schlamm während ihrer gesamten Geschichte stilprägend und zeigte dabei einen Hang zum „Widersprechen, Streitsuchen, Polarisieren und Polemisieren“. Aufgrund seiner nonkonformistischen Haltung und seiner Geringschätzung für den von ihm so benannten „Gruppenjournalismus“ gelang es Schlamm nicht, die Zeitbühne als dauerhaftes Forum eines größeren Kreises konservativer Intellektueller zu etablieren. Eine solche Plattform bildete sich zur gleichen Zeit im Magazin Criticón von Caspar von Schrenck-Notzing heraus. Nach Schlamms Tod im Jahr 1978 ging die Zeitbühne im Folgejahr in der Zeitschrift Europa. Magazin für Wirtschaft, Politik und Kultur auf.

## Autoren
Die Beiträge stammten zu einem nicht geringen Teil von Schlamm selbst, der einen Ruf als meinungsstarker Individualist hatte und als Verleger, Herausgeber, Chefredakteur und Autor die volle Kontrolle über das Blatt ausübte. Weitere Autoren der Zeitbühne waren etwa Ernst Forsthoff, Walter Hoeres, Gerd-Klaus Kaltenbrunner, Erik von Kuehnelt-Leddihn, Winfried Martini, Hans Georg von Studnitz, Erich Thanner und Jürgen Todenhöfer.